# Ронде ван Гелдерланд
Ронде ван Гелдерланд (нидерл. Ronde van Gelderland) — шоссейная однодневная велогонка, проходившая по территории Нидерландов с 2003 по 2017 год.

## История
Гонка была создана в 2003 году и изначально проводилась в рамках национального календаря. В 2006 году вошла в Женский мировой шоссейный календарь UCI в котором просуществовала до 2016 года включительно. 
В 2017 году снова прошла в рамках национального календаря. Осенью того же года было объявлено, что в следующем году гонка не состоится и больше она не проводилась.
Маршрут гонки проходил в провинции Гелдерланд. Старт и финиш располагались в городе Апелдорн, а дистанция включала несколько категорийных подъёмов таких как Зийпенберг и Торенберг. Кроме того, иногда ключевую роль играл ветер, поскольку трасса частично проходила через дамбы вдоль реки Эйссел. Протяжённость дистанции составляла от 135 до 145 км.
Рекордсменкой с четырьмя победами стала нидерландка Кирстен Вилд.
С 1957 по 2003 год проводилась одноимённая мужская гонка имевшая на протяжении своей истории любительский или национальный статус.

## Призёры
| Год  | Победитель          | Второй              | Третий          |
| ---- | ------------------- | ------------------- | --------------- |
| 2003 | Ивонн Брунен        | Леонтин Ван Морсел  | Вера Коедодер   |
| 2004 | Леонтин Ван Морсел  | Мирьям Мельхерс     | Аренда Гримберг |
| 2005 | Сюзанна де Гуде     | Таня Шмидт-Хеннес   | Кирстен Вилд    |
| 2006 | Бертине Спейкерман  | Таня Шмидт-Хеннес   | Мирьям Мельхерс |
| 2007 | Марианна Вос        | Ина-Йоко Тойтенберг | Лус Маркеринк   |
| 2008 | Энн Самплониус      | Ева Лутц            | Андреа Босман   |
| 2009 | Ина-Йоко Тойтенберг | Рошелль Гилмор      | Эмма Юханссон   |
| 2010 | Кирстен Вилд        | Рошелль Гилмор      | Кирсти Брун     |
| 2011 | Ина-Йоко Тойтенберг | Кирстен Вилд        | Рошелль Гилмор  |
| 2012 | Сюзанна де Гуде     | Хантал Блак         | Меган Гарнье    |
| 2013 | Кирстен Вилд        | Джорджа Бронцини    | Хлоя Хоскинг    |
| 2014 | Кирстен Вилд        | Жольен Д'Ор         | Мелисса Хоскинс |
| 2015 | Кирстен Вилд        | Люси Гарнер         | Барбара Гуариши |
| 2016 | Катажина Невядома   | Натали ван Гог      | Лизелотт Декруа |
| 2017 | Рикст Мейер         | Даник Браам         | Кирстен Питоом  |